# Batalla de Idistaviso
La batalla de Idistaviso fue un enfrentamiento militar del año 16 librado entre las legiones del Imperio romano, mandadas por Julio César Germánico, y una alianza de tribus germánicas, lideradas por el caudillo Arminio.
La batalla terminó en una clara victoria romana y fue considerada la venganza por la derrota de Publio Quintilio Varo siete años atrás. El enfrentamiento se divide en dos combates: el primero en la planicie de Idistaviso y el segundo en Vallo angrivariano, ambos a orillas del río Visurgi.

## Antecedentes
Después de la derrota de Publio Quintilio Varo en el año 9, los romanos debieron abandonar su nueva provincia de Germania Transrhenanum, «Germania Transrenana», ubicada entre los ríos Rhēnus y Albis. Es posible que su nombre oficial fuera Alisonensis, por su capital Aliso, algo frecuente entre los romanos a la hora de nombrar sus territorios.
Siguieron dos años de campaña, en 10 y 11, donde Tiberio Julio César, hijo adoptivo del emperador César Augusto, asistido por su sobrino e hijo adoptivo, Julio César Germánico, cuyo objetivo era evitar una posible invasión germana y evitar posibles disturbios en la Galia.
En el año 14 Augusto murió y fue sucedido por Tiberio, quien decidió seguir la política de su predecesor manteniendo las fronteras en el Rin y, por tanto, abandonó el proyecto de recuperar la Germania, pero su hijo adoptivo, entonces censando en la Galia con el cargo de procónsul, deseoso de emular a su padre natural y hermano menor de Tiberio, Nerón Claudio Druso Germánico, decidió reanudar las acciones militares invadiendo los territorios germánicos por su cuenta.

## Campaña

### Estrategia romana
Al comenzar la primavera del año 16, Germánico había reflexionado durante el invierno sobre cuál era la estrategia a seguir, analizando cuidadosamente sus éxitos y fracasos en los dos años anteriores de guerra. Después de sufrir casi dos desastres el año anterior, Tiberio había desaprobado sus planes para esa campaña por considerarlos demasiado arriesgados y carentes de objetivos realistas. De hecho, concedió un triunfo a Germánico, lo que puede interpretarse como una clara señal para finalizar la guerra, pero que el procónsul desestimó.
Germánico sabía que podía vencer a los germanos en batalla campal, especialmente en terreno abierto y plano, pero los bosques, pantanos y el largo invierno de Germania favorecían a sus enemigos. Sus legionarios debían recorrer grandes distancias por un país inhóspito y con malos caminos, formando largas columnas llenas de equipo y expuestas a continuas emboscadas, sufriendo numerosas bajas. Además, los pueblos galos habían tenido que sostener el esfuerzo militar del procónsul con alimentos y armas hasta el punto de casi agotar sus reservas de caballos.

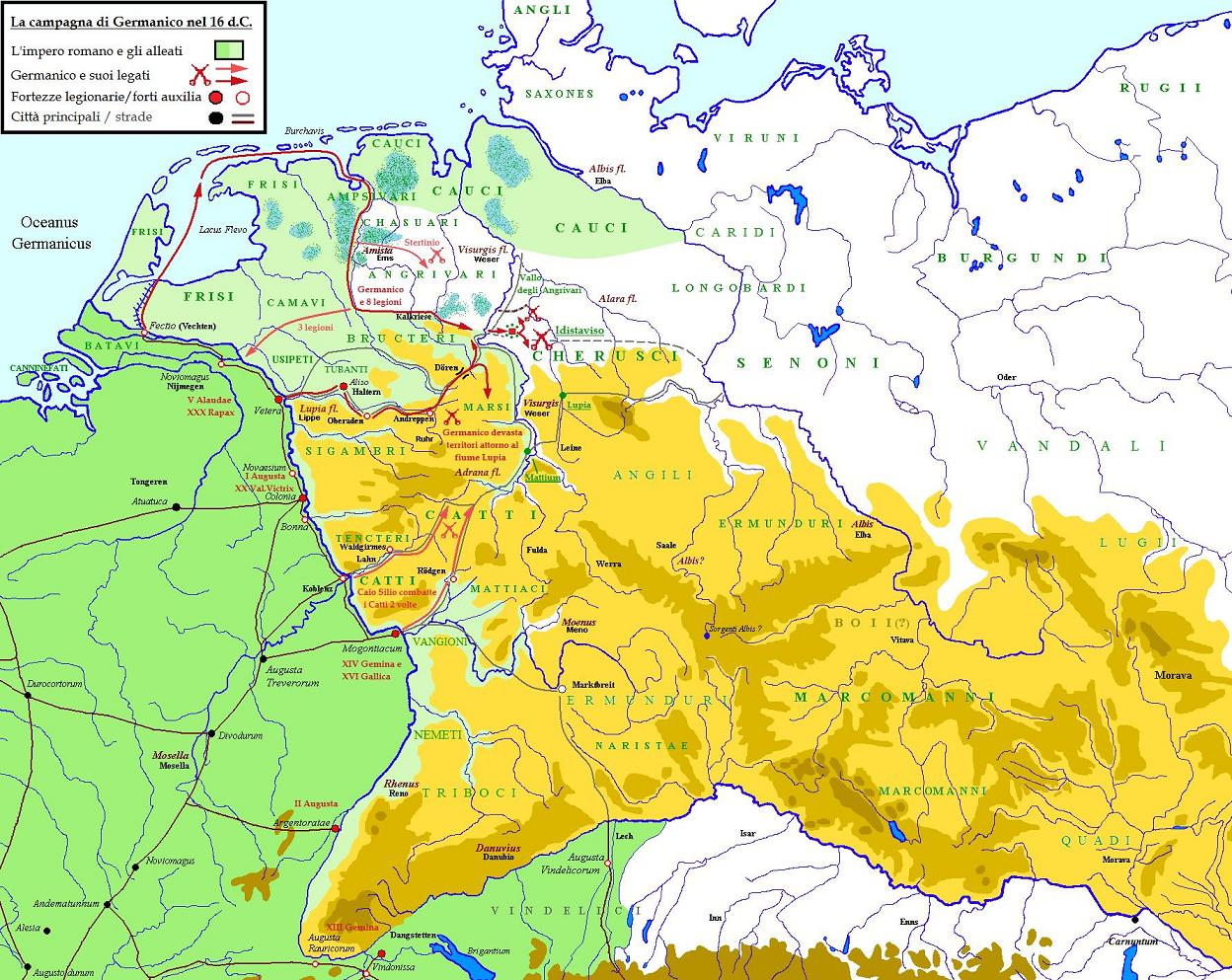
Mapa de la campaña romana del año 16.

Conocedor de estas circunstancias, Germánico decidió avanzar por mar, permitiendo un movimiento más rápido y tomando por sorpresa a los germanos; así, podía transportar a través de los ríos hacia el corazón de Germania a sus soldados y los suministros necesarios sin sufrir graves pérdidas.

### Preparativos de la flota
El procónsul delegó el censo de los galos en Publio Vitelio y Gayo Ancio, mientras los legados Cayo Silio y Aulo Cecina Severo se encargarían de construir los mil barcos de la flota, la Classis Germanica. Algunos eran angostos en proa y popa pero anchos en los centros para sostenerse mejor en el océano, otros con una quilla plana para permitirles varar sin daño. La mayoría con timones en sus extremos para poder aterrizar de proa o popa, con un puente para transportar máquinas de guerra, caballos y carromatos. Todos podían usar velas o remos según las circunstancias. Se decidió concentrarlos en las islas de los bátavos, en la desembocadura del Rhēnus, porque ahí se podía embarcar con facilidad a las tropas.

### Primera expedición
Mientras los barcos se estaban construyendo y concentrando, el procónsul mandó al legado Silio a atacar a los catos con algunas unidades auxiliares, mientras él marchaba a auxiliar el fuerte del río Lupia, llamado Aliso (actual Haltern am See) y que estaba bajo asedio, con 6 legiones. El legado logró secuestrar a la esposa y la hija de Arpo, jefe de los catos, pero el procónsul no logró vencer a los sitiadores, que se dispersaron en cuando supieron de su venida. Tuvo que reconstruir el montículo construido en honor a las legiones de Varo y el altar en memoria de su padre biológico, luego reforzó el fuerte con nuevas barreras y terraplenes.

### Segunda expedición
Cuando la flota se completó, Germánico hizo distribuir la comida, legionarios y auxiliares entre las naves, que entraron por el canal construido por su padre biológico, Fossa Drusi, la «Fossa Drusiana», atravesaron los lagos y un tramo de mar hasta alcanzar la desembocadura del río Amisia (probablemente Bentumersiel, actual distrito de Leer). Ahí cometieron el error de desembarcar en la orilla occidental del Amisia, en lugar de la opuesta, teniendo que perder días construyendo un puente. Cuando el procónsul estaba construyendo un campamento inicial, le informaron que los angrivarios se habían rebelado. De inmediato mandó al legado Lucio Estertinio ir con parte de la caballería y de la infantería ligera a devastar sus tierras en represalia.
Poco después iniciaron la marcha al Visurgi. En el curso del río se encontró Arminio y una delegación con Estertinio, pidiendo hablar con su hermano, llamado Flavio, que servía a los romanos. Se autorizó a Flavio a reunirse con él y Arminio le preguntó por qué todavía luchaba por el Imperio, su hermano le recordó los títulos, dinero y promociones que Roma daba a sus partidarios. También le mencionó la misericordia del Imperio para los que se rendían y los castigos que recibían sus enemigos, pero Arminio se burló de él y lo llamó traidor a su pueblo. Esto generó una disputa que casi llegó a las armas, finalizando la reunión.

## Fuerzas enfrentadas

### Romanos
El ejército de Germánico era una poderosa fuerza de 8 legiones, 2 cohortes de la guardia pretoriana y numerosos auxiliares. Las legiones que combatieron fueron la I Augusta, II Augusta, V Alaudae, XIII Gemina, XIV Gemina, XVI Gallica, XX Valeria Victrix y XXI Rapax.
Debido a ello, el ejército romano se compondría, según el historiador italiano Andrea Frediani, de 1000 pretorianos, 28 000 legionarios, 30 000 auxiliares, 6000 jinetes pesados y 2000 ligeros. El australiano Stephen Dando-Collins concuerda con las cifras del anterior, excepto respecto de los pretorianos, que duplica, y agrega 6000 aliados germánicos; también señala que los auxiliares provenían de Galia, Recia, Batavia, Hispania y Siria y que la caballería ligera se componía de arqueros montados. En cambio, el español José Ignacio Lago concuerda en el número de pretorianos de Frediani, pero reduce los legionarios a 24 000, los auxiliares a 20 000 y la caballería a 7500 en total. El germano Klaus-Peter Johne da un total de 80 000. Su compatriota, Peter Kehne, sostiene que eran unas 70 000 hombres, 10 000 caballos y unos 10 000 animales de carga. Los estudios demográficos de Gunter Stangl permiten teorizar el número de guerreros que era capaz de movilizar cada tribu: ampsivaros 3.000-4000, bátavos 4000, caucos 6000 y frisones 18 000.
Entre finales del siglo XIX e inicios del XX, varios historiadores alemanes dieron estimaciones bastante elevadas del ejército de Germánico: Friedrich Knoke o Wolfgang Jungandreas hablan de 100 000 y Paul Höfer de 120 000 combatientes; en cambio, Otto Dahm se refiere a un contingente de 120 000 personas, incluyendo no combatientes. Mucho más moderado es Hans Delbrück, quien estimaba que los soldados romanos no eran menos de 50 000.

### Germanos
Delbrück creía que el ejército de Arminio, aunque podía ser mucho menor, igualmente debía ser considerable para que el caudillo se atreviera a plantar batalla campal. Ahora bien, sus cálculos se basaban en estimaciones de densidad demográfica baja, pero posteriores estudios arqueológicos indican que la región tenía más y mayores asentamientos de los que inicialmente se creyó. Los estudios demográficos de Stangl permiten teorizar el número de guerreros que era capaz de movilizar cada tribu: brúcteros 6000, angrivaros 4500 a 5000, catos 8000 a 25 000, queruscos 4000 a 16 000, marsos 2500 a 9000, téncteros 3000 a 5000, tubantes 2000 y usípetes 2000 a 4000.
Lago estima que los guerreros germánicos bien pudieron igualar en número a sus enemigos, unos 50 000 infantes, algo en lo que es apoyado Frediani y la mayoría de los historiadores modernos. La única excepción sería el historiador alemán Kurt Pastenaci, quien los rebajaba a 40 000. Además, contarían con una caballería muy inferior a la rival, apenas 1000 caballos.

## Primera batalla

### Preludio

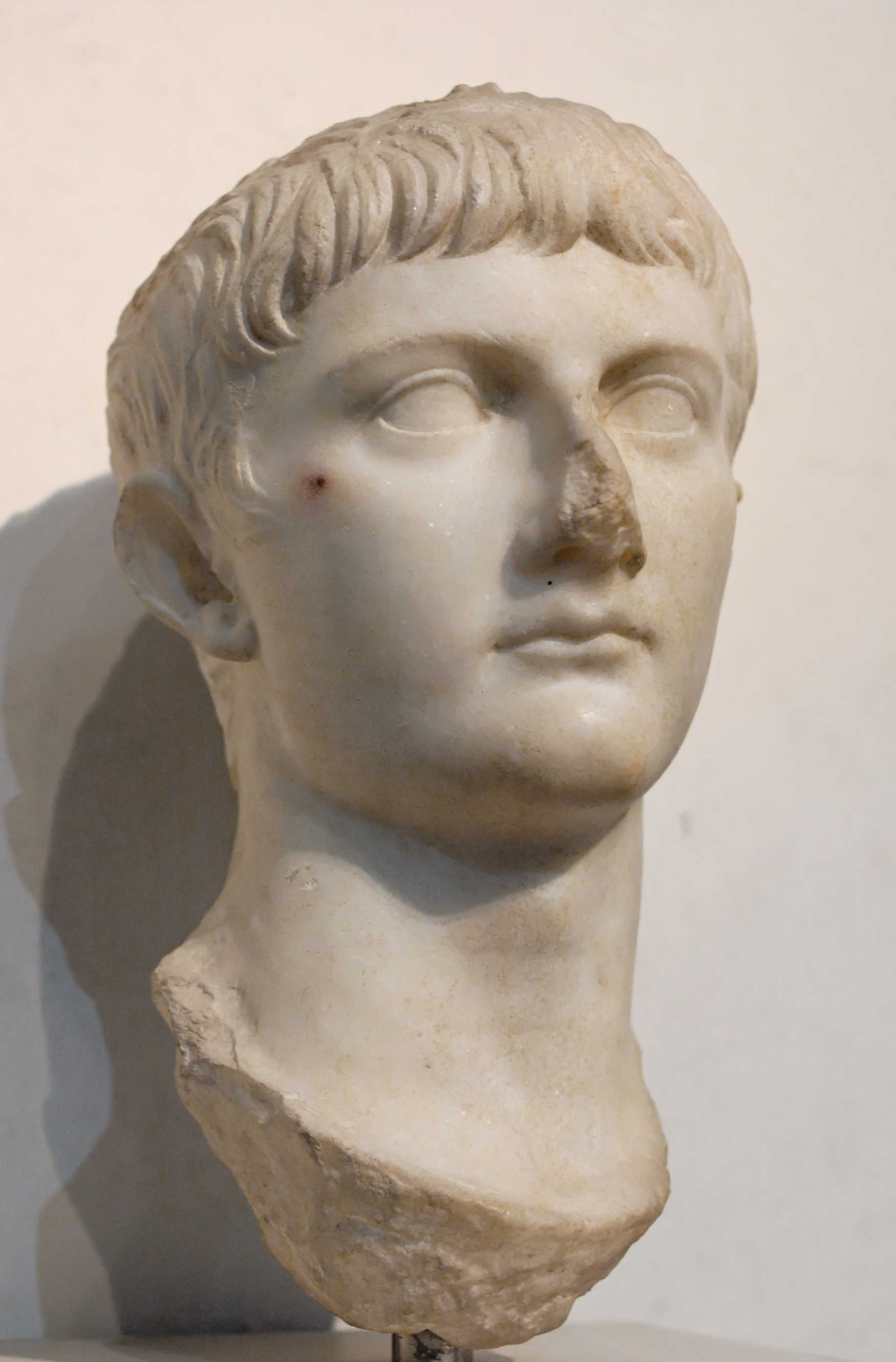
Busto de Julio César Germánico.

Germánico llegó al Visurgi hasta las cercanías de la actual ciudad de Minden, donde se encontró a los germanos desplegados en formación de batalla en la orilla oriental del río. Consideró que no era prudente enviar a las legiones a la refriega sin construir los puentes necesarios primero, así que Germánico mandó a su caballería adelantarse. Guiada por Estertinio y Emilio, este último centurión primipilo, la caballería se dividió en dos columnas que cruzaron por puntos distantes, impidiendo al enemigo concentrarse y aplastarla en un solo punto.
Cariovaldo, jefe de los bátavos prorromanos, una vez cruzado el río empezó a buscar a los queruscos sin siquiera sospechar que estos estaban simulando la fuga para atraerlo a una llanura lejana del resto del ejército y rodeada de bosques, ahí más germanos lo atacaron desde varios puntos y abrumaron a los bátavos. Cariovaldo intentó retirarse pero los queruscos los rodearon completamente, forzándolo a él y a sus guerreros a desmontar y formar un círculo mientras recibían una constante lluvia de proyectiles. Exasperado por la situación, Cariovaldo intentó romper el cerco y reunirse con las fuerzas romanas, pero él mismo y varios nobles fueron alcanzados por las flechas queruscas. Solamente la oportuna llegada de Estertinio y Emilio permitió a los bátavos salvarse.
Después de cruzar el Visurgi, Germánico se enteró del lugar elegido para la batalla por Arminio y que durante la noche intentaría asaltar el campamento (castra) romano. Precisamente, esa noche los germanos intentaron un asalto, pero tras comprobar que las legiones estaban en posición defensiva y vigilaban todos los puntos se retiraron sin luchar. Algunos germanos ofrecieron en latín dinero, tierras y mujeres a los legionarios que desertaran, pero estos respondieron que los obtendrían de igual manera una vez que ganaran la batalla. Al amanecer siguiente, las legiones estaban muy motivadas y salieron al campo de batalla.

### Campo y orden de batalla
La llanura de Idistaviso se extiende al este del Visurgi, entre el río y unas colinas cubiertas de espesos bosques, y al norte estaba el lugar donde los germanos construyeron el Vallo angrivariano, una empalizada entre el río y las colinas, y todavía más al norte estaban unos pantanos. Los germanos ocuparon la llanura con los bosques a sus espaldas, mientras que solamente los queruscos de Arminio ocuparon las colinas circundantes, listos para atacar por sorpresa el ala derecha romana.
Los romanos conservaron el mismo orden de marcha para luchar. Una primera línea de auxiliares galos y germanos seguidos por arqueros a pie, más atrás cuatro de las legiones, por detrás las dos cohortes de pretorianos, que acompañaban a Germánico en el centro, y cuerpos selectos de jinetes auxiliares en sus alas. Como reserva estaban las otras cuatro legiones y una retaguardia de infantes ligeros, arqueros montados y cohortes aliadas. Marchaban así para poder reaccionar ante los previsibles ataques sorpresa que se esperaban en un territorio tan boscoso.

### Combate
Los queruscos fueron los primeros en precipitarse sobre los romanos, cargando furiosamente contra la derecha romana. Germánico reaccionó de inmediato y ordenó a sus mejores jinetes atacar el flanco querusco, y a Estertinio y otros escuadrones de caballería rodearlos y atacarlos por la retaguardia en el momento preciso.

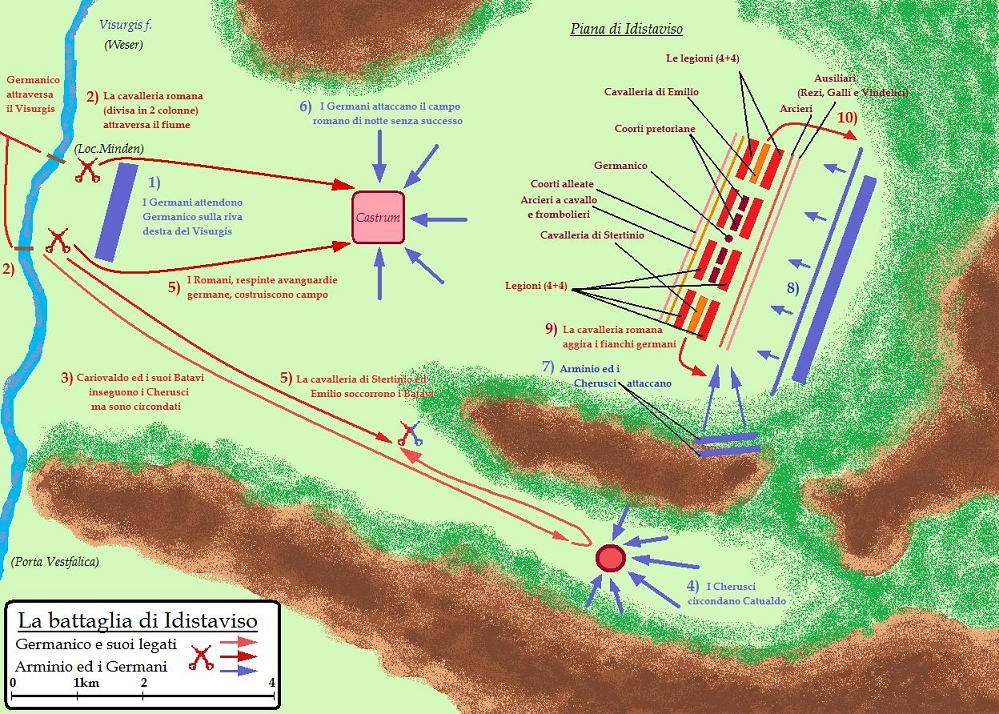
Mapa del cruce del Visurgis y la batalla en Idistaviso.
Fases: 1. Los germánicos forman en la orilla oriental del río. 2. La caballería romana cruza por dos puntos el curso de agua. 3. Los bátavos persiguen la retirada de los queruscos. 4. Los queruscos emboscan a sus perseguidores. 5. El resto de la caballería romana rescata a los bátavos. 6. Intento de ataque germánico contra el campamento romano. 7. Queruscos atacan la derecha romana. 8. Ataque frontal germánico. 9. La caballería romana responde a este ataque. 10. Romanos flanquean al principal cuerpo enemigo.

Luego, el procónsul hizo liberar a ocho águilas, símbolo de Roma, que se dirigieron al bosque ubicado detrás de los guerreros germánicos y ordenó a sus legionarios seguirlas. La infantería desplegada hacía contacto mientras la caballería cargó violentamente sobre los flancos enemigos. Así, los germanos en la llanura fueron empujados al bosque mientras los queruscos fueron empujados a la llanura, donde Arminio intentaba animar a sus hombres a pesar de estar herido, pues los arqueros y auxiliares romanos estaban a punto de aniquilarlos. Finalmente, montando su caballo logró romper el cerco que se estaba formando y liderar la retirada. Según algunos, los auxiliares caucos, antiguos aliados del caudillo, lo reconocieron y le permitieron escapar. Algunos queruscos lograron huir liderados por Inviomero, tío de Arminio, y otros trataron de huir nadando por el Visurgi pero estos últimos fueron aniquilados por una lluvia de dardos y se ahogaron en el torrentoso río, muchos no alcanzaron a lanzarse a las aguas y perecieron en la orilla. También hubo germanos que intentaron esconderse en los árboles, transformándose en la burla de los arqueros romanos, quienes se dedicaron a abatirlos con sus flechas.
Los romanos sufrieron pocas bajas, combatiéndose desde la mañana hasta la noche y quedando el campo cubierto de germanos muertos. Entre los despojos, los romanos encontraron cadenas que sus enemigos querían usar para encadenar a los prisioneros. Los legionarios aclamaron imperator a Tiberio y construyeron un montículo donde depositaron las armas de sus enemigos, luego escribieron los nombres de las tribus a las que habían derrotado: queruscos, fosios, dulgubinos y longobardos.

## Segunda batalla

### Campo y orden de batalla
Los germanos estaban enfurecidos, no tanto por la derrota como porque los romanos construyeron un montículo decorado por sus armas como trofeo. Abandonaron sus planes de migrar más allá del Albis y decidieron contraatacar, reclutando todo aquel que podía luchar, desde jóvenes hasta ancianos, dispuestos a combatir contra los romanos. Algunos kilómetros al norte de Idistaviso construyeron un terraplén en una estrecha y húmeda planicie con el Visurgis a un lado y bosques y ciénagas al otro. Ahí estaban atrincherados queruscos y angrivarios, mientras su caballería estaba en los bosques cercanos, lista para atacar por detrás a los romanos cuando estos intentaran asaltar el terraplén.
Pero el procónsul se había enterado por sus espías de las intenciones del enemigo, así que dispuso que el legado Lucio Seyo Tuberón posicionara a la caballería en la llanura mientras dividió a la infantería en dos grupos. Uno atacaría el terraplén, el otro penetraría por un camino llano en el bosque hacia donde estaban los jinetes germanos con apoyo de la caballería.

### Combate

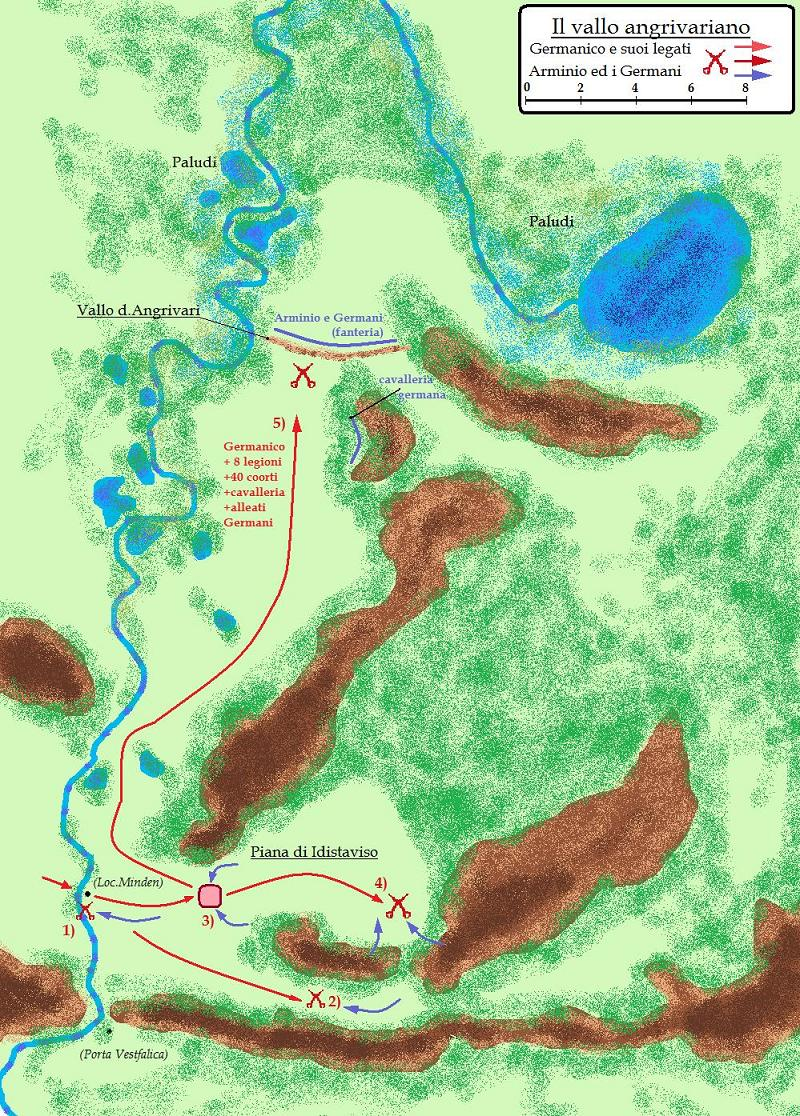
Batalla del Vallo angrivariano.

Los que debían seguir el camino llano avanzaron impetuosamente mientras que sus compañeros que atacaron el terraplén sufrieron fuertes pérdidas. Después de observar los problemas para asaltar la empalizada, Germánico ordenó a sus legiones retirarse para evitar más bajas y ordenó adelantarse a sus honderos, que lograron romper las filas de los defensores con sus proyectiles. Las legiones desplegaron sus máquinas de asedio poco después, apoyando a sus honderos y causando una matanza.
Luego las legiones volvieron a la carga y se hicieron con el terraplén. Entre tanto, el procónsul y sus cohortes de pretorianos dirigieron el ataque en el bosque, donde se produjo una feroz batalla. Los germanos tenían problemas para retirarse por las marismas ubicadas detrás, y los romanos tampoco podían replegarse por los bosques y el río, quedando ambos bandos obligados a vencer o morir. La lucha fue dura y los germanos fueron muy tenaces, pero los romanos se impusieron por su superior disciplina, mejor armamento y cohesión táctica lograda por el despliegue compacto de las legiones. Los legionarios combatían en formación cerrada y protegidos por sus grandes escudos (scutum), apuñalando en el vientre y cara a los más altos guerreros germanos con sus espadas cortas (gladius). Sus enemigos, en cambio, no podían usar apropiadamente sus largas espadas y lanzas por la falta de espacio, quedando en total desventaja.
Arminio estaba agotado por el combate y sus heridas, debiendo retirarse al campamento, donde su tío vagaba sin rumbo. Por el contrario, Germánico se quitó el casco para que sus soldados lo reconocieran e insistió en continuar la lucha. Dijo que no tomaran prisioneros porque solamente el exterminio del adversario traería la paz. Hacia el final del día, ordenó a una legión retirarse del campo de batalla para construir un nuevo campamento mientras el resto seguía la matanza hasta la noche. La caballería romana también apoyó el ataque en el bosque, produciéndose un combate incierto. Dándose cuenta de que estaba vencido, el caudillo se embadurnó la cara con sangre de un muerto y huyó con los restos de su caballería.
Al final de la segunda batalla, el procónsul hizo levantar un nuevo montículo con la inscripción: «El ejército de Tiberio César, conquistó las poblaciones entre el Elba y el Rin, consagró este monumento a Marte, Júpiter y Augusto».

## Consecuencias

### Continuación de la campaña
Germánico envió a Estertinio contra los angrivarios, pero esta tribu se rindió antes de su llegada. Como el verano se acababa, parte de las legiones fueron enviadas de vuelta a sus cuarteles invernales por tierra mientras el procónsul volvía por el Amisia al océano. A su retorno, la flota romana se encontró con una poderosa tormenta que dispersó a muchos buques, debiendo arrojar parte del equipamiento por la borda para aligerar los navíos y hacerlos más maniobrables. Algunos se hundieron y otros vararon en islas deshabitadas, donde las tripulaciones sobrevivientes murieron de inanición, salvo algunos pocos que comieron los cadáveres de los caballos que fueron arrojados a las playas. Algunas naves llegaron a las costas de los angrivarios y britanos, que les dieron socorro y permitieron el retorno a sus hogares. Este desastre hizo temer una nueva rebelión germánica, así que el procónsul envió al legado Silio con 30 000 infantes y 3000 jinetes contra los caucos, mientras él mismo iba con una fuerza mayor contra los marsios, cuyo rey, Mallovendo, se rindió y entregó una de las águilas de Varo.
Mientras las legiones combatían de la misma forma que hacían desde las reformas marianas, pero los auxiliares ya no se limitaban a explorar, ahora inmovilizaban y desgastaban al enemigo previamente a la carga de los legionarios. La tercera línea que formó estaba destinada a impedir todo movimiento sorpresa de flanqueo por parte del enemigo.

### Fin de la guerra
Las batallas habían acabado positivamente para los romanos. Se había vengado la derrota de Varo, se recuperaron dos de las tres águilas perdidas y se dio sepultura a los caídos en Teutoburgo. Sin embargo, la campaña no tuvo resultados decisivos, a pesar de las afirmaciones de Tácito, que deben ser tomadas con cautela pues él era contrario a Tiberio y admirador de Germánico, no fue la envidia del emperador a las victorias del procónsul lo que frustró una victoria decisiva, que se habría producido con un año más de campaña, es decir, al siguiente verano. Germánico celebró un triunfo el 26 de mayo del año 17 por sus victorias sobre queruscos, catos, angrivaros y otras tribus hasta el curso del río Elba según Tácito, mientras que Estrabón menciona a los queruscos, catos, sicambrios, caucos, marsos, brúcteros, usípetes, catuarios, tubantes, matiacos y landeres.
En realidad, los romanos eran incapaces de mantener una posición estable al este del Rin, su flota había sufrido fuertes pérdidas por una tormenta la resistencia germana no había sido doblegada a pesar del enorme poderío desplegado por Germánico, es decir, campañas muy costosas en dinero y soldados pero magras en resultados, y uno de sus grupos de batalla casi fue aniquilado: «la guerra, viendo que se le había prohibido terminarla, se dio por finalizada». Para Tiberio, debía acabar la campaña porque «en vista de la bravuconería casi obsesiva de Germánico, siempre albergaba el peligro de una segunda catástrofe de Varo». El triunfo que le concedió a su hijo adoptivo era un intento de ocultar lo poco que se había conseguido, pues en realidad era «una ficción que había logrado dominar a todas las tribus germánicas occidentales».
Las campañas de Germánico fueron guerras de exterminio en que no hubo piedad a los nativos ni por edad ni sexo. Al buscar castigar a los rebeldes y vengar a Varo, el actuar de las legiones se volvió cada vez más brutal. Esto sólo contribuyó a fortalecer la determinación de las tribus de resistir al Imperio. Sin embargo, las condiciones climáticas y geográficas de Germania no sólo hicieron costosas y arriesgadas las expediciones romanas, sino que también permitieron a los germanos eludir el control de las legiones y minimizar la devastaciones de las campañas.
A esto se sumaba la extensión y tenacidad de las coaliciones tribales organizadas por Arminio, quien es valorado por su «sobresaliente habilidad estratégica» por los historiadores modernos. Su habilidad para crear una gran coalición y ganar una guerra sin el elemento sorpresa del año 9, «prueban que el príncipe querusco era un líder político y militar realmente importante para las tribus germánicas». Por ello, el principal punto de inflexión histórico no habría sido Teutoburgo, sino los años de lucha contra Germánico.
Sin embargo, la principal razón fue que el emperador consideró un esfuerzo inútil y un derroche de recursos económicos y militares el intento de reconquista de Germania fue que las regiones más allá del Rin y el Danubio carecían del suficiente desarrollo económico como para que su conquista interesase al Imperio; la Germania libre, al contrario de la rica Galia, era vista como un frío lugar cubierto de pantanos y bosques. El procónsul había realizado un esfuerzo bélico mucho mayor a las ganancias posibles, las altas bajas por combate o clima indicaban que la cercana victoria que prometía Germánico era una ilusión. Estimaciones modernas consideran que, si el desastre de Varo le costó al Imperio 20 000 soldados, las expediciones de Germánico significaron la muerte de 20 000 a 25 000 más. El historiador alemán Reinhard Wolters sugiere que en estas campañas murieron tantos legionarios como en las otras guerras contra los germanos iniciadas en 12 a. C., incluyendo Teutoburgo. El general romano tampoco tuvo consideración por las propias bajas y menos las enemigas. También se ha especulado con que Tiberio deseaba utilizar aquellas legiones para reforzar la frontera del Danubio.

### Germania después de la guerra
Por eso Tiberio, quien jamás oculto su rechazo a nuevas conquistas, hizo llamar a su hijo adoptivo, además que esperaba que las luchas internas entre tribus germánicas mantendrían a salvo las fronteras imperiales mejor que una larga, costosa e incierta guerra de conquista; ello se aprecia mejor con la comparación, a modo de ejemplo, de lo sucedido durante el reinado de Domiciano cuando los camavos y angrivarios atacaron a los brúcteros, saqueando sus aldeas, tomando sus tierras y matando unos 60 000 de sus miembros, cifra probablemente exagerada, con aprobación imperial y de otras tribus.
Después de la muerte de Germánico, en el año 19, Tiberio pudo imponer definitivamente su política germana. Se abandonan las ambiciones expansionistas de Augusto y Germánico, y el objetivo de las campañas parece reducido a asegurar la Galia, vengar la derrota de Varo y recuperar las águilas, como aparece en la Tabula Siarensis. Sin embargo, el público romano parece que pasó varias décadas esperando la conquista de Germania. Tácito menciona que ni samnitas, ni púnicos, ni celtíberos, ni galos ni incluso los partos causaron tantas derrotas a los romanos; y, a pesar de que Cayo Mario los expulsó de Italia, Cayo Julio César de la Galia y Druso y Germánico los vencieron en sus propias tierras, el Imperio solamente conseguía victorias sobre ellos, pero no conquistarlos.
Se ha especulado que si Germánico no hubiera muerto inesperadamente en el año 19 y hubiera sucedido a Tiberio, quizás no estuviera dispuesto a intentar reconquistar Germania, luchó sin conseguir mucho y tendría unos cincuenta años. Pero con él vivo, sus hijos mayores Nerón César y Druso César, no habrían sido asesinados y podrían haberse encargado de las operaciones a finales de los años 30 o 40. Se habría necesitado una operación sistemática de construcción de fuertes y caminos para asegurar el territorio y facilitar los movimientos, una tarea lenta por la resistencia local y la orografía hostil. Se tendrían que mantener nuevas guarniciones por un largo periodo de tiempo y desde el este del Elba, las tribus independientes siempre estarían dispuestas a apoyar revueltas, como los germanos ayudando a la rebelión de los bátavos. Probablemente surgirían guerrillas, aunque no más que las celtas enfrentadas a Cayo Julio César en la guerra de las Galias. Germania carecía de las pequeñas ciudades en crecimiento que tenían la Galia y Britania previas a la conquista romana, y probablemente necesitarían décadas antes que las tierras germanas, únicamente ricas en madera, atrajeran a colonos y comerciantes romanos.
Se requerirían al menos cinco legiones para esta «Germania Ulterior», una gran fuerza que exigiría seleccionar siempre a gobernadores de confianza que no intentaran traicionar al césar, como pudo suceder en el año de los cuatro emperadores y el desguarnecer la zona probablemente supondría algún tipo de revuelta. También significaría realizar levas de ciudadanos, pero con el tiempo los mismos germanos acabarían como legionarios. Esto habría facilitado la conquista de Marco Aurelio de Bohemia, dejando un Imperio con fronteras más cortas entre el Elba, los Beskides, los Tatra, Rutenia y los Cárpatos, más defendibles.